# Ditaxis humilis
Ditaxis humilis là một loài thực vật có hoa trong họ Đại kích. Loài này được (Engelm. & A.Gray) Pax mô tả khoa học đầu tiên năm 1890.